# Los testamentos de un rebaño y un pastor
Los testamentos de un rebaño y un pastor es una película de 67 minutos de duración producida por La Iglesia de Jesucristo de los Santos de los Últimos Días. La misma describe la vida de Jesucristo en Jerusalén, al mismo tiempo que se cuentan eventos narrados en el Libro de Mormón, correspondientes al mismo tiempo histórico (1 d. C. al 34 d. C.) en el continente americano.
El clímax del filme ocurre después de la resurrección de Cristo, cuando una vez resurrecto aparece al pueblo en América.
La película se filmó en un formato de 65 mm, y se proyectó en una pantalla de 62x31 pies en la sala de teatro "Legacy" del Edificio Conmemorativo José Smith (Joseph Smith Memorial Building) de Salt Lake City, Utah. Vino a reemplazar al filme Legado: Una historia de fe que se estaba presentando desde 1990.

## Producción
La película tardó más de dos años en filmarse y requirió de una amplia investigación sobre las antiguas culturas de las Américas. Fue filmada en Utah, California y Hawái en 57 set cinematográficos, la mayor de ellas del tamaño de un estadio de fútbol americano. Se emplearon a 48 miembros principales del reparto, 52 actores secundarios, y más de 1000 extras para producir el film. La Orquesta de la Manzana del Templo y el Coro del Tabernáculo Mormón proporcionaron la música.

## Sinopsis
En la América precolombina, Helam presencia la Estrella de Belén que anuncia el nacimiento de Jesús de Nazaret y 33 años más tarde continúa en la fiel espera de la prometida venida del Mesías a su continente, muy a pesar de la persecución de dicha creencia. El hijo de Helam, Jacob, se interesa más en asuntos mundanos, incluyendo la encantadora Laneah. Cuando sus habilidades como artesano conllevan a una oferta para trabajar para los ricos y poderosos en la "casa de Kohor", aprovecha la oportunidad lo que lo ha distanciado de la casa de su padre. Kohor conspira para desestabilizar al gobierno existente y convertirse así en el gobernante absoluto. Por el contrario, Amaron, un hombre santo, predica a la gente sobre el ministerio y los milagros de Jesús los cuales están tomando parte al mismo tiempo pero al otro lado del mar, en la Tierra Santa. Al mismo tiempo que Jacob se ve inmerso en la vida secular de la casa de Kohor, Laneah se torna con más interés en la humilde fe que Jacob está abandonando. Su conversión a Cristo, y la muerte de Amaron a manos de los hombres de Kohor, lleva a Jacob a sus sentidos, pero al enterarse de los planes de Kohor este lo encierra en prisión cuando Jacob se niega a unirse a la conspiración. En Jerusalén, la crucifixión de Jesús coincide con una profunda oscuridad y destrucción de la ciudad amerindia de Zarahemla. En medio de ello, Helam se lanza a través de las multitudes y las ruinas con el fin de ayudar a su hijo preso. Todo parece culminar sin esperanza tanto para Helam como para Jacob cuando Helam queda ciego y piensa que no va a poder ver al Mesías . Sin embargo, al aparecer Cristo en las Américas, restaura la vista de Helam en medio de los milagros realizados durante su estadía en las Américas.

## Temas
La película Testamentos va dirigida especialmente a un público fiel a La Iglesia de Jesucristo de los Santos de los Últimos Días. La película hace continuas referencias a la cultura, creencias y teología de la Iglesia basados en los relatos del Nuevo Testamento y El Libro de Mormón. En la película se transmite la esencia de los eventos del ministerio terrenal de Cristo y su sacrificio expiatorio. Los demás personajes de la película, especialmente los que relatan acontecimientos en el continente americano, son ficticios, pero quienes se dan a conocer como si viviesen en el año cristiano del nacimiento y vida de Jesucristo. Se incluye también la historia de la visita del resucitado Cristo a los nefitas tal como se describe en Tercer Nefi del Libro de Mormón.

## Reparto
| Actor                | Personaje     |
| -------------------- | ------------- |
| Rack Macy            | Helam         |
| Jeremy Hoop          | Jacob         |
| Joy Gardner          | Laneah        |
| Theo Coumbis         | Kohor         |
| Al Harrington        | Amarón        |
| Tomas Kofod          | Jesucristo    |
| Arianna Marsden      | Mara          |
| Mowava Pryor         | Zerapta       |
| Joseph Paur          | Lamonah       |
| Robert 'R.J.' Jordan | Helam (joven) |
| Sidney S. Liufau     | Cazador       |
| Bruce Newbold        | Santiago      |
| Hans Saito           | Shaman        |
| David Sturdevant     | José          |
| Heather Cannon       | María         |